# Чемпионат мира по футболу среди молодёжных команд 2021
Чемпионат мира по футболу среди команд до 20 лет 2021 года (англ. 2021 FIFA U-20 World Cup) — отменённый чемпионат мира по футболу среди молодёжных команд. Проведение было намечено в Индонезии с 20 мая по 11 июня 2021 года, однако из-за ухудшающейся эпидемической обстановки на фоне распространения COVID-19 был отменён.

## Выбор места проведения

### Официальные заявки
- Бразилия.
- Индонезия[1].
- Перу[2]

Решением совета FIFA, принятым на заседании в Шанхае 23 октября 2019 года, местом проведения чемпионата была выбрана Индонезия.

### Отозванные заявки
- Бахрейн /  Саудовская Аравия /  ОАЭ.
- Мьянма /  Таиланд[4].

## Участники

### Квалифицировались в финальный турнир
Квота для участников финального турнира:
- АФК: 5 мест: хозяйка — Индонезия, плюс 4 команды, отобранные на чемпионате Азии 2020 среди игроков до 19 лет
- УЕФА: 5 мест (изначально должны были быть отобраны на чемпионате Европы 2020 среди игроков до 19 лет)*
- КОНМЕБОЛ: 4 места на основе чемпионата Южной Америки 2021 среди игроков до 20 лет
- КОНКАКАФ: 4 места на основе чемпионата КОНКАКАФ 2020 среди игроков до 20 лет
- КАФ: 4 места на основе Кубок африканских наций 2021 среди игроков до 20 лет
- ОФК: 2 места на основе молодёжного чемпионата Океании 2020 среди игроков до 19 лет

Следующие команды квалифицировались в финальный турнир в Индонезии:
| Сборная    | Способ квалификации             | Дата квалификации | Участие | Подряд | В последний раз | Лучший результат              |
| ---------- | ------------------------------- | ----------------- | ------- | ------ | --------------- | ----------------------------- |
| Индонезия  | Организатор                     | 23 мая 2019       | 2       | 1      | 1979            | Групповой этап (1979)         |
| Англия     | В соответствии с решением УЕФА* | 20 октября 2020   | 12      | 1      | 2017            | Чемпион (2017)                |
| Италия     | В соответствии с решением УЕФА* | 20 октября 2020   | 8       | 3      | 2019            | 3-е место (2017)              |
| Нидерланды | В соответствии с решением УЕФА* | 20 октября 2020   | 5       | 1      | 2005            | 1/4 финала (1983, 2001, 2005) |
| Португалия | В соответствии с решением УЕФА* | 20 октября 2020   | 13      | 6      | 2019            | Чемпион (1989, 1991)          |
| Франция    | В соответствии с решением УЕФА* | 20 октября 2020   | 8       | 3      | 2019            | Чемпион (2013)                |

* Примечание. В связи с отменой из-за пандемии COVID-19 элитного отборочного раунда и финального турнира чемпионата Европы 2020 среди игроков до 19 лет, который должен был стать квалификацией на данный чемпионат мира, решением УЕФА на чемпионат мира квалифицировались лучшие 5 команд в соответствии с рейтингом коэффициентов квалификационного раунда УЕФА